# Liste der Naturdenkmäler im Bezirk Perg
Die Liste der Naturdenkmäler im Bezirk Perg listet die 46 als Naturdenkmal ausgewiesenen Objekte im Bezirk Perg im Bundesland Oberösterreich auf.

## Naturdenkmäler
| Foto |                 | Name                                                    | ID    | Standort | Beschreibung | Fläche  | Datum      |
| ---- | --------------- | ------------------------------------------------------- | ----- | --- | --- | ------- | ---------- |
| 1    | Datei hochladen | "Marienstein in Grein"                                  | nd074 | Grein KG: Panholz GrStNr: 1052/1 Standort                                                                                   | Der Wackelstein ist mit einer Marienstatue versehen und ein Objekt der Volksfrömmigkeit. |         | 09.06.1975 |
| 1    | Datei hochladen | 2 Linden bei der Kalvarienbergkapelle                   | nd269 | Mauthausen KG: Mauthausen GrStNr: 296/1 Standort                                                                            | Die zwei Winterlinden sind weithin sichtbar und landschaftsprägend. Zum Zeitpunkt der Unterschutzstellung hatten sie eine Höhe von rund 30 m, einen gemeinsamen Kronendurchmesser von rund 17 m und Stammumfänge in Brusthöhe von 2,2 und 2,3 m. |         | 17.05.1984 |
| 1    | Datei hochladen | 2 Platanen am Marktplatz Mauthausen                     | nd253 | Mauthausen KG: Mauthausen GrStNr: 738/38 Standort                                                                           | Die beiden Platanen (Platanus acerifolia) stehen in der Mitte des Marktplatzes von Mauthausen. Sie stehen seit 1984 unter Naturschutz. |         | 05.04.1984 |
| 1    | Datei hochladen | 4 Linden bei der Maria Hilf Kapelle                     | nd354 | Bad Kreuzen KG: Kreuzen GrStNr: 367/1 Standort                                                                              | Die vier Winterlinden umgeben die Kapelle und bilden eine weithin sichtbare Baumgruppe. Zum Zeitpunkt der Unterschutzstellung hatten sie Höhe von bis zu 25 m, Kronendurchmesser von bis zu 25 m und Stammumfänge in Brusthöhe von 2,3, 1,6, 2,3 und 1,9 m. |         | 29.09.1986 |
| 1    | Datei hochladen | Biotop im Steinbruch Weingraben                         | nd391 | St. Georgen an der Gusen KG: St. Georgen GrStNr: 797; 798/2; 813/2 Standort                                                 | Auf dem Gelände eines aufgelassenen Steinbruchs haben sich zwei Teiche gebildet, ein rund 40 cm tiefer Flachteich und ein größerer Teich mit 10 m Tiefe, der von Sträuchern umgeben ist. In letzterem leben Fische der Karpfenfamilie, die sich angesiedelt haben oder eingesetzt wurden. In einer Senke befindet sich eine moorige Wiese, die einen Lebensraum für die Tiere bildet, die die Teiche als Laich- oder Brutplatz nützen. |         | 20.07.1988 |
| 1    | Datei hochladen | Blutbuche                                               | nd258 | Perg KG: Pergkirchen GrStNr: 1146 Standort                                                                                  | Die den Schlossgarten von Schloss Auhof prägende Blutbuche wies zum Zeitpunkt der Unterschutzstellung eine Höhe von 34 m, einen Stammumfang von 5,7 m und einen Kronendurchmesser von 18 m auf. |         | 13.04.1984 |
| 1    | Datei hochladen | Burgeiche von Clam                                      | nd275 | Klam KG: Clam GrStNr: 359/1 Standort                                                                                        | Die landschaftsprägende Stieleiche bei der Burg Clam wies zum Zeitpunkt der Unterschutzstellung eine Höhe von 23 m und einen Stammumfang von 5 m auf. Die verzweigte, kugelförmige Krone hat einen Durchmesser von rund 21 m. Eine zweite, zusammen mit dieser als Naturdenkmal ausgewiesene Stieleiche wurde 1986 durch einen Sturm schwer beschädigt, woraufhin ihr Schutz widerrufen wurde. |         | 18.04.1984 |
| 1    | Datei hochladen | Burglinde in Bad Kreuzen                                | nd311 | Bad Kreuzen KG: Kreuzen GrStNr: 1 Standort                                                                                  | Die Sommerlinde im Burghof von Burg Kreuzen ist mit einem Stammumfang von 3,1 m (zum Zeitpunkt der Unterschutzstellung) nicht sonderlich stark, bildet aber einen wesentlichen Teil des Ensembles, der wegen der nur niedrigen Begrenzung nach Süden aus dieser Richtung frei einzusehen ist. |         | 13.09.1985 |
| 1    | Datei hochladen | Eibe im Sattlgai                                        | nd250 | Waldhausen im Strudengau KG: Waldhausen GrStNr: 5435 Standort                                                               | Die Eibe ist mit einer Höhe von rund 10 m, einem Kronendurchmesser von rund 10 m und einem Stammumfang in Brusthöhe von 2,5 m ein mächtiges Exemplar ihrer Art und hat aufgrund des geringen Vorkommens in der Umgebung Seltenheitswert. |         | 16.03.1984 |
| 1    | Datei hochladen | 5 Eiben auf dem Altaistberg                             | nd575 | Ried in der Riedmark KG: Altaist GrStNr: 320/2 Standort                                                                     | Die fünf Eiben mit einem Alter von über 200 Jahren, Höhen von rund 20 m und Stammumfängen von 1,2 m befinden sich auf dem Altaistberg in einem vorwiegend aus Eichen und Föhren bestehenden Mischwald. Als Standort der abgegangenen Burg Altaist ist der Altaistberg auch kulturgeschichtlich interessant. |         | 15.11.1999 |
| 1    | Datei hochladen | Eiche                                                   | nd267 | Grein KG: Panholz GrStNr: 65/1 Standort                                                                                     | Die Stieleiche, die zum Zeitpunkt der Unterschutzstellung eine Höhe von rund 20 m und einen Stammumfang von 5,2 m aufwies, zeichnet sich durch einen mächtigen Wuchs und eine ausladende, rund 19 m Durchmesser aufweisende Krone aus. |         | 02.05.1984 |
| 1    | Datei hochladen | Eiche am Ortsweiher                                     | nd222 | Luftenberg an der Donau KG: Luftenberg GrStNr: 75/2 Standort                                                                | Die Stieleiche am Ortsweiher von Luftenberg hatte zum Zeitpunkt der Unterschutzstellung eine Höhe von 25 m, einen Kronendurchmesser von rund 20 m und einen Stammumfang von 4,9 m. |         | 12.10.1983 |
| 1    | Datei hochladen | Eiche beim Försterhaus in Schwertberg                   | nd236 | Schwertberg KG: Schwertberg GrStNr: 212/1 Standort                                                                          | Die Stieleiche rund 150 m westlich des Schlosses Schwertberg hatte zum Zeitpunkt der Unterschutzstellung eine Höhe von 30 m, einen Kronendurchmesser von rund 14 m und mit einem Umfang von 5,3 m in Brusthöhe einen besonders mächtigen Stamm. |         | 24.01.1984 |
| 1    | Datei hochladen | Eiche in Hütting                                        | nd542 | Mitterkirchen im Machland KG: Langacker GrStNr: 2453 Standort                                                               | Die rund 25 m hohe Stieleiche erhält durch die ausladenden Äste mit einem Kronendurchmesser von 28 m ein kugelförmiges Aussehen. Der Stamm, dessen Umfang in 1 m Höhe 4,85 m misst, verzweigt sich in rund 3 m Höhe in sechs Hauptäste mit bis zu 2 m Umfang. Aufgrund ihrer Lage inmitten eines intensiv landwirtschaftlich genutzten Gebiets ist die Eiche nicht nur landschaftsprägend, sondern auch wichtiges Anflugziel für die im nahen Auwald brütenden Vögel. |         | 02.02.1995 |
| 1    | Datei hochladen | Einsiedlerhöhle                                         | nd347 | Waldhausen im Strudengau KG: Waldhausen GrStNr: 3747/1 Standort                                                             | Die Einsiedlerhöhle liegt auf dem Dümlehnerberg auf rund 745 m ü. A. in einem Föhren-Buchenwald und ist Teil einer rund 5000 m² großen Felsformation. Es handelt sich um keine echte Höhle, sondern um einen aus übereinander gelagerten Blöcken aus Weinsberger Granit gebildeten, rund 40–50 m² großen Hohlraum. Der zu Wollsäcken verwitterte Granit weist bis zu 10 cm lange Feldspäte auf. |         | 21.04.1986 |
| 1    | Datei hochladen | Einsiedlermauer                                         | nd209 | Pabneukirchen KG: Riedersdorf GrStNr: 1370 Standort                                                                         | Die bis zu 12 m hohe Felsmauer aus Weinsberger Granit liegt auf einer Anhöhe und nimmt eine Fläche von 1000 bis 2000 m² ein. Die nach oben hin auftretenden Verflachungen tragen zwei Granitblöcke, wobei der Scheitel des nördlich gelegenen eine deutliche, 1 m × 0,5 m große, ovale Mulde aufweist. Diese wurde als Opferschale gedeutet, tatsächlich handelt es sich aber um ein Produkt chemischer und biologischer Verwitterungen. Die Felsmauer, insbesondere die Verflachung im nördlichen Teil, ist locker mit Bäumen und Sträuchern (Föhren, Eichen, Birken, Wacholder) bewachsen. |         | 13.09.1983 |
| 1    | Datei hochladen | Einsiedlerstein                                         | nd395 | St. Thomas am Blasenstein KG: St. Thomas am Blasenstein GrStNr: 315 Standort                                                | Die Felsformation aus Weinsberger Granit besteht aus einem 6 m hohen, pilzartigen Felsgebilde mit vorgelagerten Granitblöcken. Sie ist durch Wollsackverwitterung geprägt und weist eine rund 1 m breite und 1 m tiefe Opferschale auf, die das Ergebnis chemischer Verwitterung unter heißfeuchten, tropischen Klimaverhältnissen vor mehr als 1,5 Millionen Jahren darstellt. |         | 13.01.1989 |
| 1    | Datei hochladen | Eizendorfer Haufen                                      | nd478 | Saxen KG: Eizendorf GrStNr: 1581; 1538 Standort                                                                             | Der „Eizendorfer Haufen“ umfasst mit Auwald bewachsene Landbereiche und Inselbildungen am linken Ufer der Donau mit einer Gesamtlänge von 1,7 km. Dabei handelt es sich um ursprüngliche, fast ungenutzte Landschaftselemente des Donautals, die als Winteraufenthaltsort für Kormorane und Brutplatz für verschiedene Vogelarten dienen. |         | 15.11.1991 |
| 1    | Datei hochladen | Elefantenstein im Naturpark                             | nd568 | Rechberg KG: Rechberg GrStNr: 604 Standort                                                                                  | Die rund 25 m × 10 m und bis zu 10 m hohe Felsformation aus Weinsberger Granit erhielt ihre an einen Elefantenkopf erinnernde Erscheinung durch Wollsackverwitterung. Mehrere neben- und übereinander liegende Granitblöcke sind zum Teil mit Kiefer, Hasel, Eiche, Kirsche und Birke bewachsen. |         | 13.07.1999 |
| 1    | Datei hochladen | Falkenstein                                             | nd212 | Allerheiligen im Mühlkreis KG: Lebing GrStNr: 923/5 Standort                                                                | Der Felsturm aus Weinsberger Granit weist eine ausgeprägte horizontale Klüftung auf. Die Verwitterung mit einsetzender Bodenbildung führte zur Besiedelung der Felsen mit verschiedenen Pflanzen. |         | 13.09.1983 |
| 1    | Datei hochladen | Felsformation                                           | nd251 | Rechberg KG: Rechberg GrStNr: 2031 Standort                                                                                 | Die bis zu 8 m hohe Felsformation befindet sich am höchsten Punkt des Plenkerberges (706 m ü. A.). Sie besteht aus mehreren Gruppen von grobkörnigen Blöcken aus Weinsberger Granit, die durch Wollsackverwitterung gekennzeichnet sind. Am höchsten Punkt der Felsformation befindet sich eine hölzerne Aussichtswarte. |         | 16.03.1984 |
| 1    | Datei hochladen | Fuchsmauern im Naturpark                                | nd569 | Rechberg KG: Rechberg GrStNr: 888/1 Standort                                                                                | Die Felsformation mit einer Grundfläche von 1500 m² und einer Höhe von bis zu 15 m wird aus übereinander gelagerten Blöcken aus Weinsberger Granit gebildet, die eine deutlich sichtbare horizontale und vertikale Klüftung aufweisen. Im Granit finden sich auffällige, bis zu 10 cm lange Feldspate. Das Naturdenkmal liegt in einem Buchenwald mit einzelnen Tannen und Fichten, die Felsen selbst sind mit Ebereschen, Kiefern und Birken bewachsen. |         | 13.07.1999 |
| 1    | Datei hochladen | Hauseiche / Steinereiche                                | nd312 | Bad Kreuzen KG: Dörfl GrStNr: 1350/4 Standort                                                                               | Die Stieleiche neben einem Gehöft ist ein starker Baum mit breiter Krone. |         | 13.09.1985 |
| 1    | Datei hochladen | Hiblereiche in Mitterdörfl                              | nd355 | Bad Kreuzen KG: Dörfl GrStNr: 1552/5 Standort                                                                               | Die schön gewachsene, starke Stieleiche wies zum Zeitpunkt der Unterschutzstellung eine Höhe von rund 18 m, einen Stammumfang in Brusthöhe von 3,6 m und einen Kronendurchmesser von 15 m auf. |         | 30.09.1986 |
| 1    | Datei hochladen | Kastanie und Linde bei der Grüner-Kapelle               | nd464 | Mitterkirchen im Machland KG: Mitterkirchen GrStNr: 22 Standort                                                             | Die beiden Bäume stehen weithin sichtbar zu beiden Seiten einer Kapelle und prägen mit ihr als Ensemble die Landschaft. Die Gewöhnliche Rosskastanie wies zum Zeitpunkt der Unterschutzstellung eine Höhe von rund 30 m, einen Stammumfang in 1 m Höhe von 3,7 m, einen Kronendurchmesser von rund 20 m und ein Alter von rund 120 Jahren auf. Die gleich alte und gleich hohe Sommerlinde hatte einen Stammumfang von 3,5 m und einen Kronendurchmesser von rund 16 m. |         | 31.07.1991 |
| 1    | Datei hochladen | Kirchen-Linde in Klam                                   | nd524 | Klam KG: Clam GrStNr: 1997/2 Standort                                                                                       | Die Winterlinde wurde 1872 in einer öffentlichen Feierstunde als „Sängerlinde“ gepflanzt, wobei der Überlieferung nach eine Kupferrolle mit den Namen der Gesangsvereinsmitglieder und Zeitdokumenten unter dem Wurzelstock vergraben worden sein soll. Zum Zeitpunkt der Unterschutzstellung wies die Linde eine Höhe von rund 18 m, einen Stammumfang in 1 m Höhe von 3,3 m und einen Kronendurchmesser von 18 m auf. |         | 13.12.1993 |
| 1    | Datei hochladen | Kugeleibe                                               | nd252 | Waldhausen im Strudengau KG: Waldhausen GrStNr: 7996/1 Standort                                                             | Die Europäische Eibe hatte zum Zeitpunkt der Unterschutzstellung eine Höhe von rund 15 m, einen Stammumfang in Brusthöhe von 2,3 m und eine schöne kugelförmige Krone mit rund 10 m Durchmesser. |         | 05.04.1984 |
| 1    | Datei hochladen | Kugellinde                                              | nd512 | Saxen KG: Saxen GrStNr: 761 Standort                                                                                        | Die auf einer Anhöhe stehende Winterlinde ist weithin sichtbar und landschaftsprägend, aufgrund der Lage inmitten landwirtschaftlich genutzter Flächen stellt sie außerdem ein beliebtes Anflugziel für Vögel dar. Zum Zeitpunkt der Unterschutzstellung wies die Linde eine Höhe von rund 20 m, einen Stammumfang in 1 m Höhe von 4,1 m und einen Kronendurchmesser von 18 m auf. |         | 02.04.1993 |
| 1    | Datei hochladen | Lederer Haufen in Mitterkirchen                         | nd471 | Mitterkirchen im Machland KG: Mitterkirchen GrStNr: 2391/4; 1813/19 Standort                                                | Der „Lederer Haufen“ umfasst mit Auwald bewachsene Landbereiche und Inselflächen am linken Ufer der Donau auf einer Gesamtlänge von rund 700 m. Es handelt sich um weitgehend unbeeinflusste landschaftsprägende Elemente, wie sie früher alle Inseln in der Donau dargestellt haben. Auf den Inseln und in den Uferbereichen finden sich eine spezielle, durch die Flussdynamik bedingte Pioniervegetation und völlig unbewachsene Bereiche, die unterwasserseitig eine wichtige Grundlage für die Fischreproduktion darstellen. |         | 04.11.1991 |
| 1    | Datei hochladen | Leostein                                                | nd272 | Klam KG: Klam GrStNr: 328 Standort                                                                                          | Der Leostein ist ein isoliert stehender Felsturm aus grob- und feinkörnigen Graniten mit einer Grundfläche von rund 50 m² und einer Höhe von 15 m, der durch Erosion geformt wurde. Er weist eine deutlich sichtbare horizontale Klüftung auf, die einzelnen Bänke sind durchschnittlich 2–3 m hoch. |         | 17.05.1984 |
| 1    | Datei hochladen | Linde                                                   | nd237 | Mauthausen KG: Mauthausen GrStNr: 164/1 Standort                                                                            | Die Sommerlinde hatte zum Zeitpunkt der Unterschutzstellung eine Höhe von rund 28 m, einen Stammumfang in Brusthöhe von 3,2 m und eine reich verzweigte kugelige Krone mit rund 14 m Durchmesser. |         | 24.01.1984 |
| 1    | Datei hochladen | Linde                                                   | nd458 | Naarn im Machlande KG: Au GrStNr: 2168/1 Standort                                                                           | Die landschaftsprägende Linde neben einem Marterl wies zum Zeitpunkt der Unterschutzstellung eine Höhe von rund 20 m, einen Stammumfang in 1 m Höhe von 5,9 m und einen Kronendurchmesser von rund 35 m auf. |         | 21.05.1991 |
| 1    | Datei hochladen | Moar-Koppler-Föhre                                      | nd263 | Münzbach KG: Münzbach GrStNr: 341/1; 2219 Standort                                                                          | Die auf einer Anhöhe stehende, weithin sichtbare Rotföhre hatte zum Zeitpunkt der Unterschutzstellung eine Höhe von rund 15 m, einen Stammumfang in Brusthöhe von 4 m und eine reich verzweigte, aus mehreren Hauptästen bestehende Krone mit rund 13 m Durchmesser. |         | 18.04.1984 |
| 1    | Datei hochladen | Pammerhöhe                                              | nd423 | Rechberg KG: Rechberg GrStNr: 702; 703; 705; 696 Standort                                                                   | Die Pammerhöhe (696 m ü. A.) ist Teil einer Geländekuppe, die durch den Wechsel von Gesteinsformationen aus grobkörnigem Weinsberger Granit und dazwischen gelagerten Trockenrasenflächen geprägt ist. Die dominierenden Pflanzen sind Erika, Heidelbeere, Wacholder, Salweide, Hasel und Birke, daneben kommen vereinzelt Esche, Eiche, Fichte, Himbeere, Brombeeren und Heckenrose vor. | 0,51 ha | 21.12.1990 |
| 1    | Datei hochladen | Pechölstein                                             | nd208 | St. Thomas am Blasenstein KG: St. Thomas am Blasenstein GrStNr: 2064 Standort                                               | Der Pechölstein ist ein Felsblock aus Weinsberger Granit, der leicht nach Südosten geneigt ist. Er ist bis zu 3 m hoch und weist eine Oberfläche von rund 20–25 m² auf. Er ist mit einem blattförmigen Rillensystem versehen, das das Pech über Nebenrillen in das mittlere Hauptgerinne leitete. |         | 13.09.1983 |
| 1    | Datei hochladen | Pechölstein                                             | nd234 | Rechberg KG: Rechberg GrStNr: 217/1 Standort                                                                                | Der Pechölstein ist ein leicht geneigter Granitblock mit einem Durchmesser von 2,5 m und einem gut erhaltenen blattrippenförmigen Rillensystem.Anmerkung: An Ort und Stelle nicht identifizierbar, auch keine entsprechende Beschilderung mehr vorhanden |         | 24.01.1984 |
| 1    | Datei hochladen | Pechölstein beim Pirl                                   | nd394 | St. Thomas am Blasenstein KG: St. Thomas am Blasenstein GrStNr: 3040 Standort                                               | Der aufgekippte Pechölstein weist auf einer Gesamtfläche von rund 12 m² ein eingemeißeltes Rillensystem mit neun Rillen auf. |         | 09.09.1988 |
| 1    | Datei hochladen | Pechölstein                                             | nd570 | Rechberg KG: Rechberg GrStNr: 293/4 Standort                                                                                | Der leicht nach Süden geneigte Pechölstein aus Weinsberger Granit hinter dem Großdöllnerhof weist ein eingemeißeltes blattähnliches Rillensystem auf. Er wurde bis zum Beginn des 20. Jahrhunderts zur Gewinnung von Pech genutzt. |         | 15.07.1999 |
| 1    | Datei hochladen | Platane                                                 | nd285 | Mauthausen KG: Mauthausen GrStNr: 178/2 Standort                                                                            | Die Ahornblättrige Platane (Platanus x hispanica) steht neben der Poschachergruft am alten Friedhof neben der Pfarrkirche von Mauthausen. Zum Zeitpunkt der Unterschutzstellung wies sie eine Höhe von rund 28 m, einen Stammumfang in Brusthöhe von rund 4 m und einen Kronendurchmesser von rund 18 m auf. Der Stamm ist bis zu einer Höhe von rund 5 m mit Efeu bewachsen. |         | 13.12.1984 |
| 1    | Datei hochladen | Predigtstuhl in Gloxwald                                | nd202 | Waldhausen im Strudengau KG: Waldhausen GrStNr: 6793 Standort                                                               | Der Predigtstuhl ist eine natürliche Felskanzel im Weinsberger Granit. Der 520 m ü. A. hohe Aussichtspunkt liegt rund 290 m über der Donau und ermöglicht einen Blick über St. Nikola an der Donau und Sarmingstein. |         | 12.08.1983 |
| 1    | Datei hochladen | Schustergraben in Langenstein                           | nd566 | Langenstein KG: Langenstein GrStNr: 64/4; 64/8; 64/14; 64/20; 64/25; 63/1; 63/6; 63/10; 63/14; 63/18; 63/22; 63/26 Standort | Der Schustergraben ist ein nicht mehr mit dieser verbundenes Altwasser der Gusen. Das rund 600 m lange und 10–15 m breite Stillgewässer wird von 10–20° steilen Uferböschungen begrenzt, die mit Brennnesselgestrüppen und Silberweiden bewachsen sind und an die südlich Auwälder anschließen. Im nährstoffreichen Wasser gedeihen insbesondere Schwimmblattpflanzen wie Kleine Wasserlinse und Vielwurzelige Teichlinse, daneben finden sich auch gefährdete Arten wie Raues Hornblatt und Fluss-Ampfer. Das Gewässer dient als Rast-, Schlaf- und Nahrungsplatz für zahlreiche Vogelarten und als Lebensraum für Tierarten wie Teichmolch, Grasfrosch, Springfrosch, Ringelnatter und verschiedene Libellenarten. | 1,28 ha | 10.05.1999 |
| 1    | Datei hochladen | Schwammerling in der Gemeinde Rechberg                  | nd274 | Rechberg KG: Rechberg GrStNr: 1057 Standort                                                                                 | Der Schwammerling ist Teil einer Felseninsel in einem landwirtschaftlich genutzten Gebiet. Der Wackelstein aus Weinsberger Granit besteht aus einem rund 3,5 m hohen, 4 m breiten und 8 m langen Block, auf dem ein wollsackartig verwitterter, ovaler, rund 5 m langer und 2 m hoher zweiter Block lagert. |         | 06.07.1984 |
| 1    | Datei hochladen | Tobra-Eiche                                             | nd101 | Perg KG: Pergkirchen GrStNr: 970/1 Standort                                                                                 | Die rund 250 Jahre alte Stieleiche (Quercus robur) steht am Waldrand inmitten einer Gehölzzeile und weist eine ungewöhnliche Wuchsform mit breiten Ästen auf. |         | 12.01.1978 |
| 1    | Datei hochladen | Wackelstein                                             | nd186 | St. Thomas am Blasenstein KG: St. Thomas am Blasenstein GrStNr: 211/1; 212/1 Standort                                       | Der Wackelstein ist locker auf drei hausgroßen, wollsackartig verwitterten Blöcken aus Weinsberger Granit gelagert. |         | 21.07.1983 |
| 1    | Datei hochladen | Wackelstein aus Weinsberger Granit "Schwingender Stein" | nd198 | Waldhausen im Strudengau KG: Waldhausen GrStNr: 3443 Standort                                                               | Der Wackelstein ist ein rund 20 m³ großer Block aus Weinsberger Granit, der locker einer großen Felsgruppe aufgelagert ist. Die Entstehung verdankt er Verwitterungsvorgängen, die durch horizontale und vertikale Klüftung verursacht wurden. |         | 10.12.1985 |
| 1    | Datei hochladen | Zigeunermauer                                           | nd393 | St. Thomas am Blasenstein KG: St. Thomas am Blasenstein GrStNr: 3762/3; 3766 Standort                                       | Die Felsformation aus Weinsberger Granit mit großer, natürlicher Höhle und einem sogenannten Opferstein im zeltfömigen Zugang ist das Ergebnis von Wollsackverwitterung. |         | 04.08.1988 |

## Ehemalige Naturdenkmäler
| Foto |                 | Name                     | ID     | Standort                | Beschreibung | Fläche | Datum |
| ---- | --------------- | ------------------------ | ------ | ----------------------- | --- | ------ | ----- |
| 1    | Datei hochladen | Eiche vom Brunnhofer-Gut | gnd468 | Pabneukirchen Standort  | Die nicht näher bestimmte Eiche stand 20 Meter westlich des Brunnhofer-Guts in Unter-Pabneukirchen. Da die Eiche morsch war, wurde sie, einige Jahre vor ihrer Löschung als Naturdenkmal, von der Naturschutz-Abteilung reduziert. |        |       |
| 0    | Datei hochladen | Silberweide              | gnd102 | Luftenberg an der Donau | |        |       |

| Foto:                    | Fotografie des Naturdenkmals. Klicken des Fotos erzeugt eine vergrößerte Ansicht. Daneben finden sich zwei Symbole: \| Weitere Bilder vorhanden \| Das Symbol bedeutet, dass weitere Fotos des Objekts verfügbar sind. Durch Klicken des Symbols werden sie angezeigt. \| \| Eigenes Foto hochladen \| Durch Klicken des Symbols können weitere Fotos des Objekts in das Medienarchiv Wikimedia Commons hochgeladen werden. \| |
| Name:                    | Bezeichnung des Naturdenkmals laut offiziellen Quellen |
| ID                       | Identifikator |
| Standort:                | Es ist die Gemeinde und falls vorhanden die Adresse angegeben. Darunter sind die Katastralgemeinde (KG) und die Grundstücksnummer angeführt. Durch Aufruf des Links Standort wird die Lage des Denkmals in verschiedenen Kartenprojekten angezeigt. |
| Beschreibung             | Kurze Beschreibung des Naturdenkmals |
| Fläche                   | Fläche des Naturdenkmals in Hektar (ha) |
| Datum                    | Datum oder Jahr der Unterschutzstellung |
| Weitere Bilder vorhanden | Das Symbol bedeutet, dass weitere Fotos des Objekts verfügbar sind. Durch Klicken des Symbols werden sie angezeigt. |
| Eigenes Foto hochladen   | Durch Klicken des Symbols können weitere Fotos des Objekts in das Medienarchiv Wikimedia Commons hochgeladen werden. |